# Parts de prise
Les parts de prise sont, en guerre navale, les parts distribuées à l'équipage de la récompense pour la capture d'un vaisseau ennemi et plus généralement l'appellation de cette récompense.

## Royal Navy:prize money

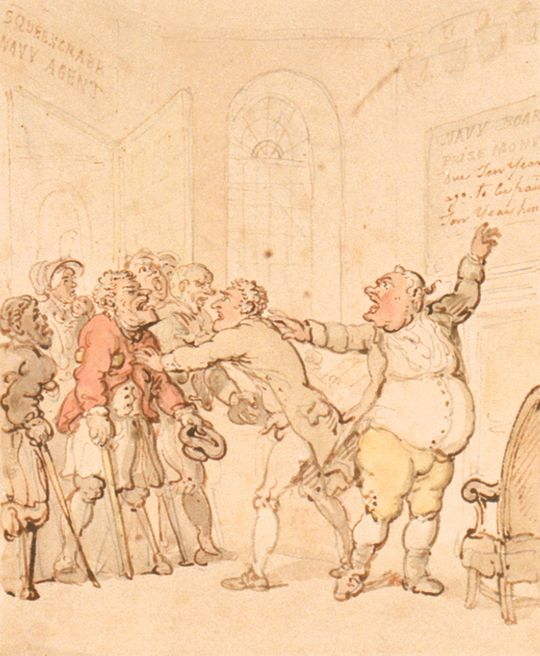
Caricature de 1827 de Thomas Rowlandson : un agent de la Navy refusant de distribuer des parts de prise.

En Grande-Bretagne, aux XVIe et XVIIe siècles, il était considéré que tout navire ennemi capturé appartenait à la Couronne. Cependant, pour encourager les marins, il devint coutumier de répartir entre eux une somme correspondant à la valeur estimée de la capture. La pratique fut définitivement instituée par le Cruizers and Convoys Act de 1708. Une cour spécifique de l'Amirauté, la Prize court fut instituée pour statuer sur la valeur de la capture. Le système resta en place sans réel changement jusqu'en 1918, où il fut adapté : les sommes ne furent plus versées individuellement, mais à un fonds de secours mutuel de tous les marins. En 1945, les aviateurs furent inclus dans le système.
La répartition se faisait par huitièmes. Un huitième allait à l'amiral commandant l'escadre puisque c'était lui qui était à l'origine (lointaine) de la capture. Deux huitièmes allaient au capitaine du navire. Trois huitièmes étaient répartis entre les différents officiers et sous-officiers et les deux derniers huitièmes allaient à l'équipage. Une réforme de 1808 diminua un peu la part du capitaine pour augmenter celle des sous-officiers, indispensables sur des navires de plus en plus grands.
Les parts de prises sont payées par un agent aux marins concernés, souvent avec des années de retard.

## Marine française
La réglementation sur les prises est très ancienne puisqu'on en trouve déjà trace dans des ordonnances de 1543 et 1584. Il y aura de nombreux textes dont l'un des objets sera de réglementer ce domaine et, partant, la détermination des parts de prise. La grande ordonnance de Colbert en 1681, mais aussi dans celle de 1672 et dans une dizaine d'autres jusqu'en 1778. Ensuite, on aura des lois du 15 août 1789, un décret du 1er octobre 1793, arrêté du 14 floréal an III. À la fin du XIXe siècle, les textes de base sont encore les arrêtés du 9 ventôse An IX & 2 prairial An XI, le premier pour les prises faites par les bâtiments de guerre, l'autre pour les corsaires.
La détermination du montant des parts de prises attribuées aux équipages ayant capturé un navire diffère aussi selon le cas. Dans le cas d'un navire de guerre capturé, le montant, après achat par les autorités royales, est déterminé sur des éléments tels que la taille du navire, son équipage, son nombre de canons. Pour prendre un exemple : Après la capture, le 14 décembre 1798, de la frégate anglaise Ambuscade par La Bayonnaise, il est accordé au titre de parts de prise un montant de 3 700 francs par canon capturé ce qui donne 148 000 francs qui seront répartis entre les membres d'équipage.
Dans le cas de la capture d'un navire marchand, la procédure est différente. Si le navire a été déclaré « de bonne prise » par le Conseil des prises, il est évalué et vendu aux enchères publiques tout comme sa cargaison et ses apparaux. Le produit de la vente, déduction faites des droits et frais, est réparti entre les armateurs et l'équipage; généralement dans une proportion de 1/3 pour ce dernier.
Ce produit est réparti entre les matelots en fonction de parts qui leur sont attribuées par les lois en vigueur. Le capitaine touchera 12 parts, son second, 10. Et ainsi de suite jusqu'au mousse qui aura droit à une demi-part. Le montant que représente une part est déterminé en divisant le montant à répartir par un nombre de parts théorique, calculé selon des modes divers.
Un exemple permettra de mieux comprendre le mécanisme.
En 1711, 3 corsaires nantais capturent 6 navires hollandais. A Nantes, les services de l'Amirauté évaluent alors les prises et le montant revenant aux équipages, après la vente, et déduction des frais, taxes et part des armateurs, s'élève à 1 298 007 livres, 18 sols et 6 deniers.

Enfin, s'il s'agit d'un marchand pris par un navire de guerre, MM. Bonnefoux et Pâris précisent que la valeur de la prise est répartie en trois tiers. Le premier pour la Caisse des Invalides, le deuxième pour l'État-Major et le dernier, seulement, pour l'équipage.

## Autres marines
- États-Unis et Guerre de Sécession
- Première Guerre mondiale

## Sources
- (en) Cet article est partiellement ou en totalité issu de l’article de Wikipédia en anglais intitulé « Prize money » (voir la liste des auteurs).
- Edmond Pâris et Pierre de Bonnefoux, Dictionnaire de la marine à voile [détail des éditions], article "Prises".
- M. Vergé-Franceschi (dir.), Dictionnaire d'Histoire maritime, 2002, Robert Laffont,  (ISBN 2-221-09744-0), article "Prise de guerre".
- Marcel Launay, La course à Nantes pendant la Guerre de Succession d'Espagne, D.E.S. Histoire, Nantes, 1962.
- Patrick Villiers, Marine Royale, corsaires et trafic dans l'Atlantique de Louis XIV à Louis XVI, Thèse publiée par l'A.N.R.T.,  (ISBN 2-284-02785-7).